# Сесіль Корбел
Сесіль Корбел (фр. Cécile Corbel; 28 березня 1980, Пон-Круа, Фіністер, Бретань) — бретонська співачка та арфістка. Виконує пісні різними мовами, зокрема бретонською, англійською, французькою, має по одній пісні ірландською, турецькою та японською мовою.

## Життєпис
Сесіль Корбел народилася 1980 року на півострові Бретань. Навчалась гри на гітарі. У підлітковому віці вона відкриває для себе звучання кельтської арфи та вирішує навчитися грати на цьому інструменті. Натхненна кельтською музикою, вона відкриває для себе найрізніших виконавців, що поєднують мелодійне звучання арфи з вокалом. Казкові світи, стародавні оповіді, ліричні романси й культура кельтів — це все стає основною для музики Сесіль. У 18 років, отримавши ступінь бакалавра, Сесіль Корбел переїжджає в Париж, щоб продовжити уроки гри на арфі.

## Творчість
Сесіль Корбел - співачка та композитор в одній особі. До того ж, вона віртуозно грає на арфі. У її музиці переважають кельтські мотиви. Сесіль Корбел відмінно володіє кількома мовами, серед її пісень є композиції французькою, англійською, іранською, турецькою мовами й навіть японською мовою.

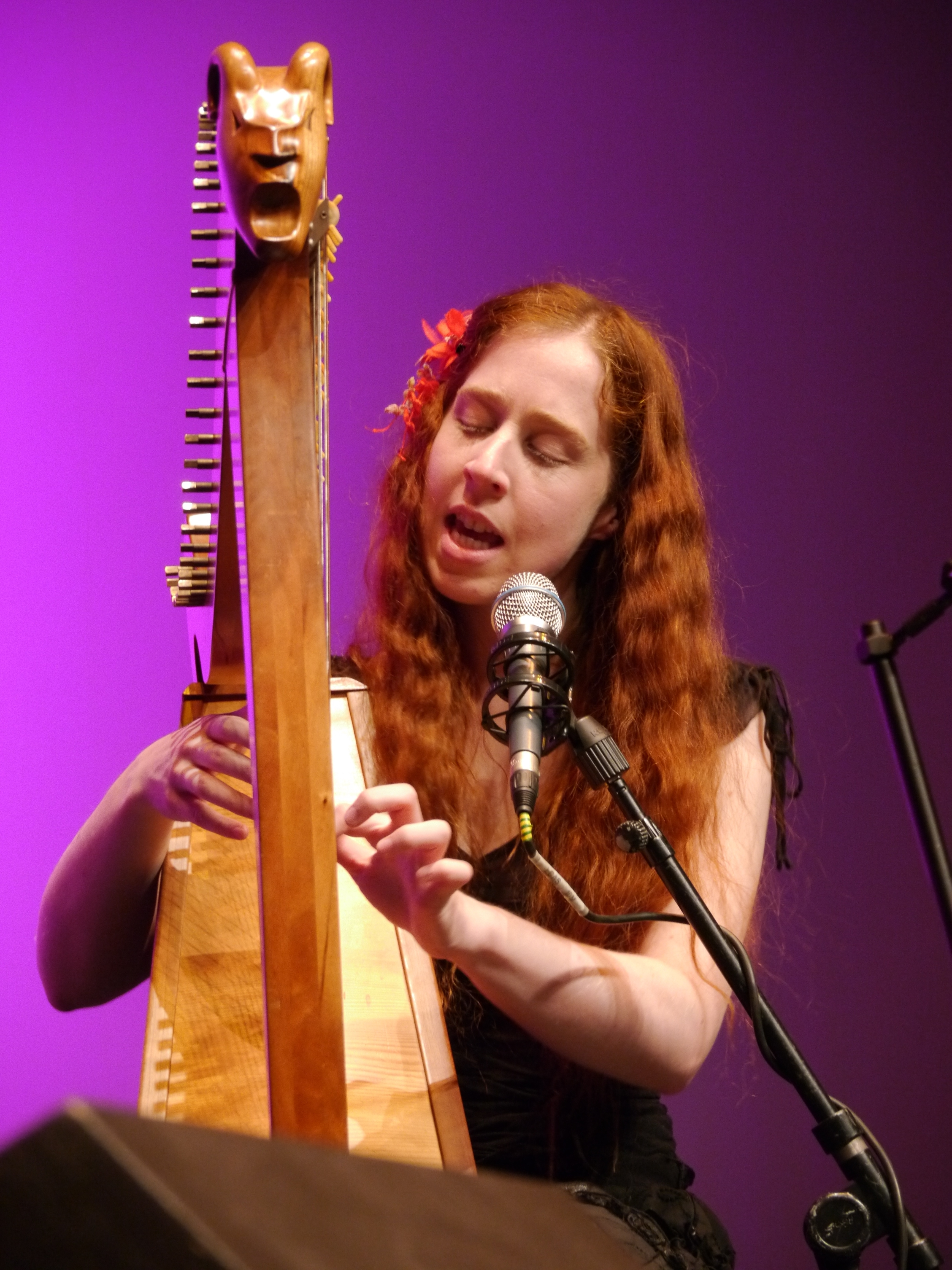
Сесіль Корбел підчас виступу в Тулоні, 2011 рік

Публічно виступати Сесіль Корбель почала 2002 року, вона грає на вулицях та в пабах Парижа. Але пізніше вона зустрічає музикантів, з якими продовжить свою подальшу музичну кар'єру. У 2005 році вона підписує контракт з лейблом «Keltia» і випускає свій перший синґл «Harpe Celtique & Chants Du Monde».
Другий її альбом «Songbook Volume 1», наповнений кельтськими та бретонськими мотивами, побачив світ уже наступного року. Сесіль Корбель вирушає в турне, до того ж не тільки по рідній Франції, її концерти проходять по всій Європі, а також в Америці та Азії.
У 2008 році виходить «Songbook Volume 2», Сесіль Корбел відсилає одного примірника альбому в японську анімаційну студію «Ghibli» на подяку за натхнення до написання цього альбому. Диск потрапляє в руки до Тошіо Судзукі, який в цей час шукає музику до нової роботи під назвою «Позичайка Аріетті». Японська команда вирушає на один із її концертів у провінції Беррі, і 16 вересня 2009 з'являється офіційна заява про те, що Сесіль Корбел буде композитором до анімаційного фільму «Позичайка Аріетті». У 2010 вона записує альбом-саундтрек до цього анімаційного фільму, він удостоюється декількох найвищих нагород у Японії, в тому числі за найкращий саундтрек року. Це приносить їй ще більшу популярність за межами Франції.
У Травні 2011 року вона записує «Renaissance: Renaissance: Songbook Vol. 3» в якому вона робить наголос на акустичній частині, повертаючись до джерел своєї творчості, коли вона лише відкривала для себе світ фолк-музики.

## Альбоми
- 2005 — «Harpe Celtique & Chants Du Monde»
- 2006 — «Songbook Volume 1»
- 2008 — «Songbook Volume 2»
- 2009 — «Anne de Bretagne», 2 CD
- 2010 — «Arrietty's Song» (CD синґл)
- 2010 — «Kari-gurashi» (additional and alternative The Borrower Arrietty songs)
- 2010 — «The Borrower Arrietty Soundtrack»
- 2010 — «Le Coffret» (Keltia, 3-CD box set)
- 2010 — «Renaissance: Songbook Vol. 3» (Keltia)